# 71
Het jaar 71 is het 71e jaar in de 1e eeuw volgens de christelijke jaartelling.

## Gebeurtenissen

### Italië
- In Rome worden Vespasianus Augustus en Marcus Cocceius Nerva, door de Senaat gekozen tot consul van het Imperium Romanum.
- Keizer Vespasianus benoemt zijn zoon Titus Caesar Vespasianus tot co-regent en praefectus praetorio van de pretoriaanse garde.
- Vespasianus houdt samen met Titus een indrukwekkende triomftocht langs het Forum Romanum (marktplein) om de overwinning in Judea te vieren. In de parade wordt de zevenarmige kandelaar uit de verwoeste Joodse Tempel als krijgsbuit meegevoerd.
- Vespasianus laat de deuren van de Tempel van Janus sluiten, in het Romeinse Keizerrijk wordt een algemene vrede afgekondigd.
- Marcus, de apostel, schrijft in Rome het tweede evangelie in het Nieuwe Testament.

### Brittannië
- Slag bij Stanwick: Een Romeins expeditieleger (2 legioenen) onder bevel van Quintus Petillius Cerialis landt in Britannia en onderdrukt een opstand van de Brigantes.
- Cerialis sticht Eboracum (huidige York) in Noord-Engeland en vestigt een legerkamp tussen de samenvloeiing van de rivieren Ouse en Foss.

### Europa
- Atuatuca Tungrorum (Tongeren) verwerft de status van municipium en wordt een belangrijke garnizoenplaats voor de bevoorrading van het Romeinse leger langs de Rijn.
- Colonia Ulpia Traiana (Xanten) wordt als fort en handelscentrum herbouwd. De stad krijgt een stratenplan (castra-model) voorzien van waterleiding en riolering, tempels, forum en een amfitheater.
- Na de Opstand van de Bataven wordt op de Hunnerberg de nieuwe stad Ulpia Noviomagus Batavorum (Nijmegen) gesticht.

### Palestina
- Herodion, een gefortificeerd paleizencomplex, wordt na een korte belegering door Legio X Fretensis ingenomen en verwoest.